# エドヴァルト・ルスジャン

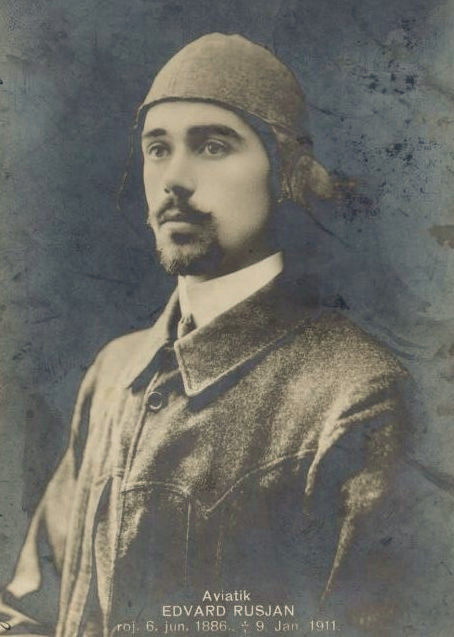
エドヴァルト・ルスジャン（1911年）

エドヴァルト・ルスジャン（Edvard Rusjan、1886年6月6日 - 1911年1月9日）はスロベニア（当時はオーストリア・ハンガリー帝国）の航空の先駆者である。
ゴリツィアの商人の家に生まれて、商人として働いた。1900年頃から、模型飛行機や背負い式のヘリコプターやグライダーの製作を始めた。1909年から、アンザーニの25馬力のエンジンを入手して動力飛行機の製作に転じ、兄の JosipとともにEDA IからEDA VIIを製作した。1909年11月25日、EDA Iで60mの飛行に成功し、11月29日には600mの飛行を行った。
ルスジャンの航空機には以下のものがある。

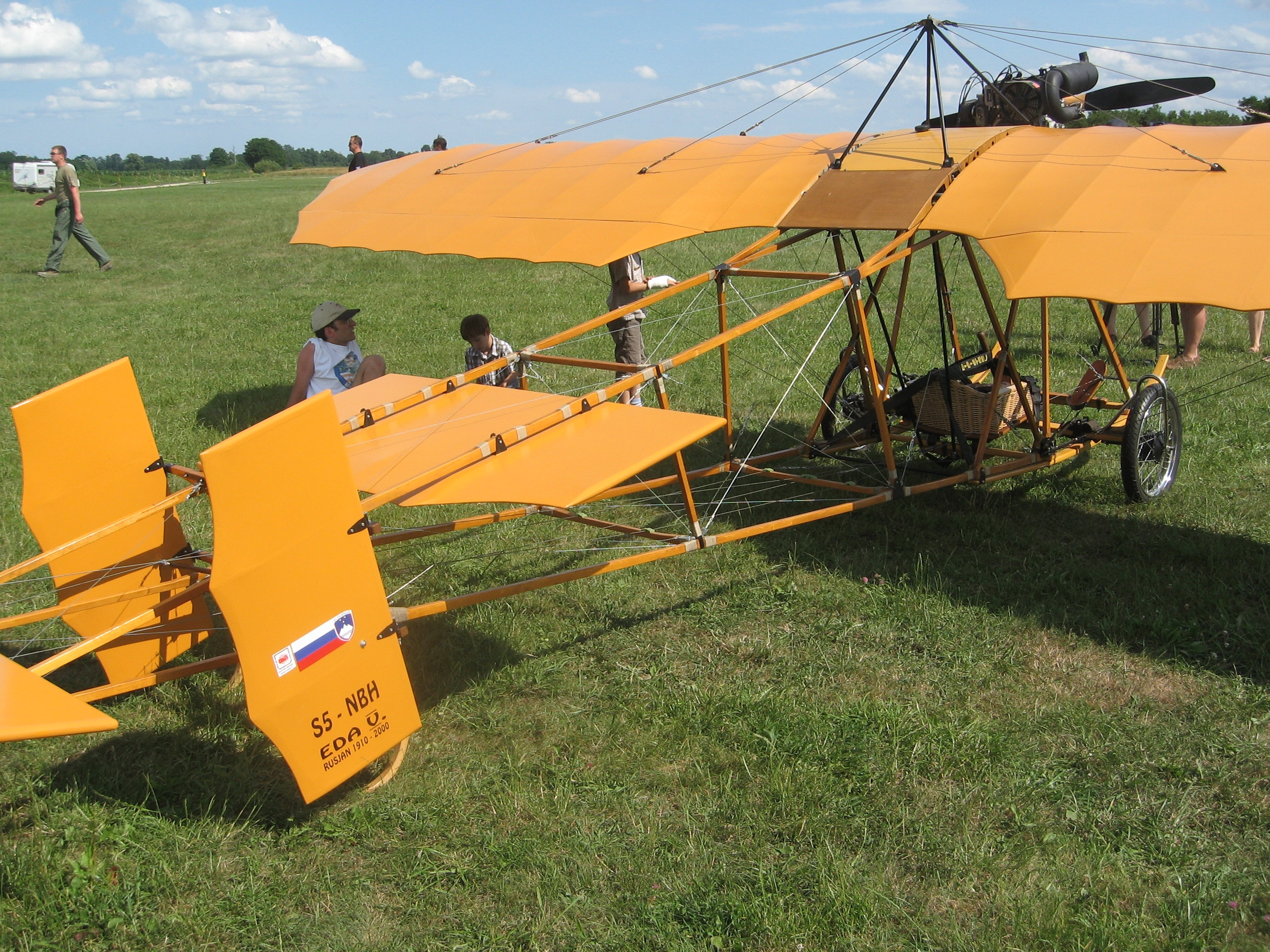
EDA V.のレプリカ

- EDA I: 1909年11月25日オーストリア・ハンガリー帝国で製作されて飛行に成功した動力飛行機となった。
- EDA VI: ブレリオ機を真似た単葉機で、1910年6月、故郷のゴリツィア上空を飛行した。
- EDA VII:一葉半の機体

アンザニエンジンは低出力であったので50馬力のノームエンジンを入手し、ザグレブの工場主Mihajlo Mečepと共同で飛行機の販売を企画した。エトリッヒ タウベを真似たMercep-Rは1910年11月と12月に20回ほどザグレブ上空を飛行した。離陸に28mしか必要としない性能を持っていた。
1911年に、ベオグラードで悪天候の中で事故を起こし、死亡した。
マリボルの空港や、スロベニアのチュルニ・ヴルフ天文台で発見された小惑星、(19633) Rusjanに命名されている。